# 哈特基 (斯卡多夫斯克區)
46°21′21″N 33°5′0″E / 46.35583°N 33.08333°E
哈特基（烏克蘭語：Хатки）是位於烏克蘭南部的村莊，由赫爾松州斯卡多夫斯克區的斯卡多夫斯克市鎮負責管轄。該村面積0.55平方公里，海拔高度18米，2001年人口309，人口密度每平方公里561.8人。